# ヘルマン・オットー博物館

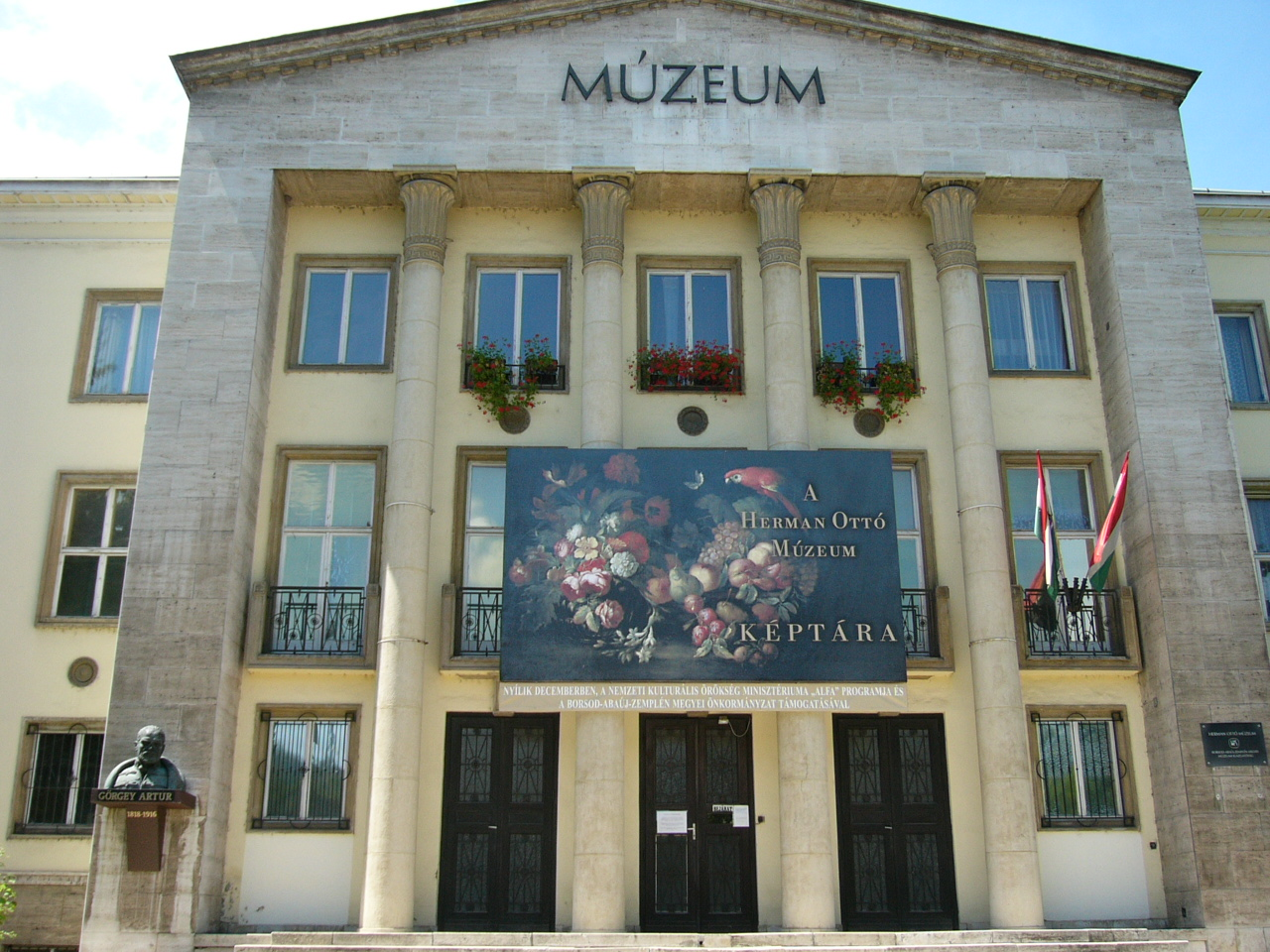
ヘルマン・オットー博物館

ヘルマン・オットー博物館（ヘルマン・オットーはくぶつかん、ハンガリー語: Herman Ottó Múzeum）は、ハンガリーの都市ミシュコルツにある博物館。考古学者ヘルマン・オットーの名にちなんでいる。

## 概要
オーストリア・ハンガリー帝国時代の19世紀末に成立し、第二次世界大戦後まもなく、著名な考古学者ヘルマン・オットーの名が冠された。当初はミシュコルツに関連する品物しか所蔵されていなかったが、やがて各地における考古学・鉱物学などの貴重な資料が所蔵されることになった。